# Ingrid Buchholz
Ingrid Buchholz (* 5. Februar 1940 in Berlin) ist eine deutsche Politikerin der CDU.
Buchholz wuchs in Kreuzberg auf und zog später nach Schöneberg. Die Realschule verließ sie mit dem Abschluss der Mittleren Reife. Danach war sie als kaufmännische Angestellte in der Metallindustrie, als Stenokontoristin in einem Verlagshaus und als Sekretärin im Bischöflichen Ordinariat Berlin tätig. Von 1973 bis 1975 besuchte sie die Viktoria-Fachschule, die sie mit der Prüfung zur Hauswirtschaftsmeisterin abschloss. Es folgten weitere Kurse für Didaktik und Methodik der Arbeitslehre im Haushalt an der Pädagogischen Hochschule und der Volkshochschule in Tiergarten, 1978 erhleit sie das Abschlusszeugnis. 1989 übernahm sie den Posten der Hausleiterin im Haus der Zukunft.
Ihre politische Karriere begann Buchholz 1975 mit dem Eintritt in die CDU. In der Partei hatte sie mehrere Ämter inne, so war sie Vorsitzende ihres Ortsverbandes, stellvertretende Vorsitzende des Kreisverbandes Schöneberg und Mitglied im Landesverband der Frauen-Union. Von 1979 bis 1990 gehörte sie der Schöneberger Bezirksverordnetenversammlung an, in der sie vier Jahre lang auch Fraktionsvorsitzende war. 1990 wurde sie erstmals in das Abgeordnetenhaus von Berlin gewählt, dem sie bis 2001 angehörte. Zuletzt wurde sie im Wahlkreis Schöneberg 2 direkt gewählt. Darüber hinaus hatte sie weitere Mitgliedschaften inne, etwa im Kuratorium der Stiftung des Lette-Vereins und des Pestalozzi-Fröbel-Hauses.